# Paul Sani Kleden
Paul (Paulus) Sani Kleden SVD (* 26. Juni 1924 in Waebalun, Larantuka, Flores, Oost-Nusa Tenggara, Niederländisch-Indien; † 17. November 1972 in Jakarta) war ein indonesischer Ordensgeistlicher und zwischen 1961 und 1972 erster römisch-katholischer Bischof von Denpasar.

## Leben

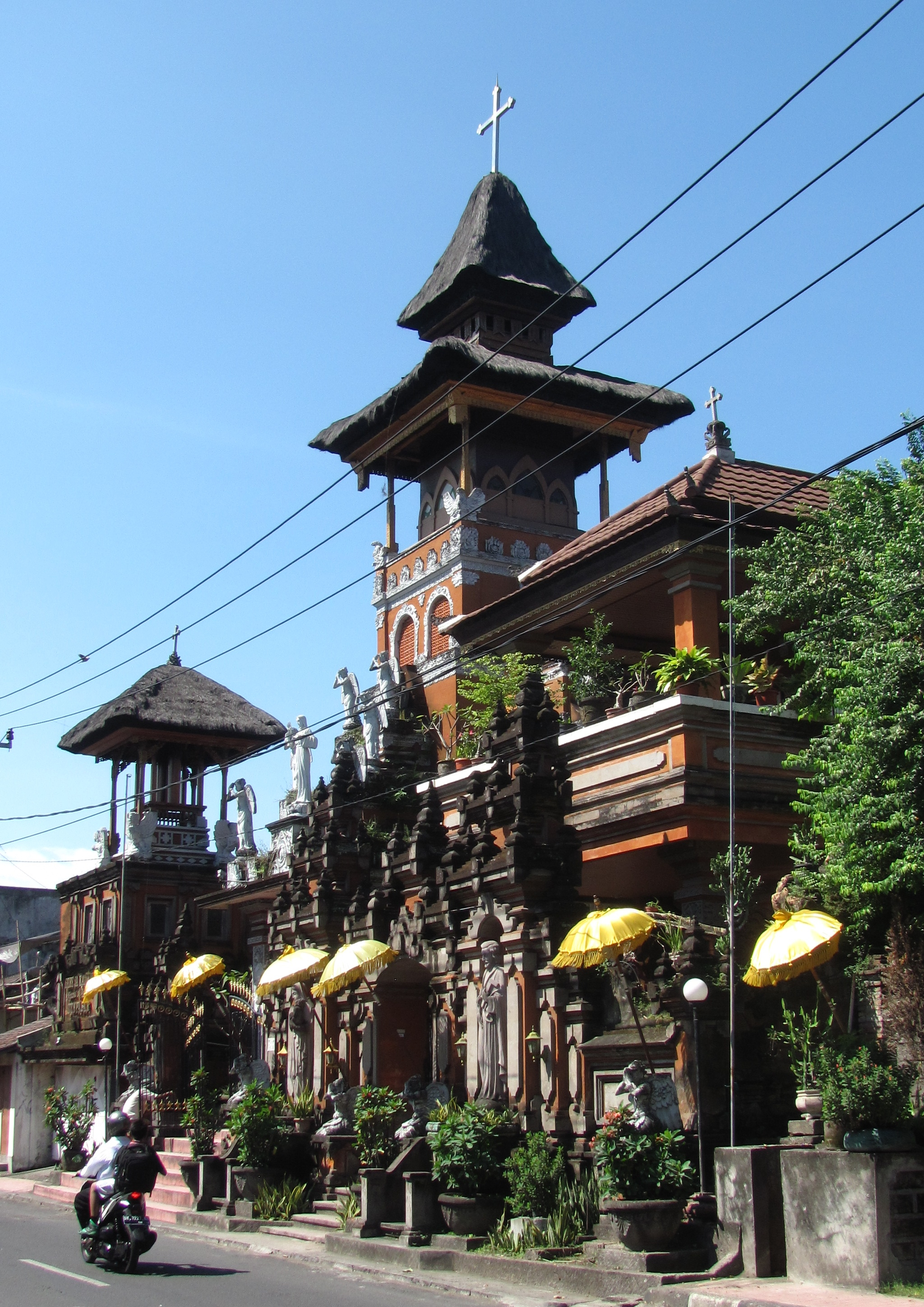
Die St. Joseph-Kirche in Denpasar.

Paul Sani Kleden besuchte das Missionshaus Sint Franciscus Xaverius in Teteringen und empfing am 20. August 1950 die Priesterweihe als Priester der Steyler Missionare (SVD), einer am 8. September 1875 in den Niederlanden unter dem Namen Gesellschaft des Göttlichen Wortes gegründeten Ordensgemeinschaft. Er absolvierte ein Studium im Fach Kanonisches Recht in Rom und war nach seiner Rückkehr als Dozent am Großseminar in Ledalero tätig. Er fungierte zudem einige Jahre als Pro-Vikar von Antonius Hubert Thijssen SVD, dem Apostolischen Vikar von Ende. 1960 wurde er Generalvikar beim Apostolischen Vikar von Larantuka, Gabriel Wilhelmus Manek SVD.
Am 4. Juli 1961 wurde er erster Bischof von Denpasar und bekleidete dieses Amt bis zu seinem Tode am 17. November 1972, woraufhin Vitalis Djebarus SVD seine Nachfolge antrat. Als solcher empfing er am 3. Oktober 1961 von Gabriel Wilhelmus Manek SVD, dem Erzbischof von Ende, die Bischofsweihe, an der der Bischof von Larantuka, Antonius Hubert Thijssen SVD, und der Bischof von Atambua, Theodorus van den Tillaart SVD, als Co-Konsekratoren mitwirkten. In dieser Zeit war er Konzilsvater aller vier Sitzungsperioden des Zweiten Vatikanischen Konzils.
Als Bischof wirkte Paul Sani Kleden als Co-Konsekrator an den Bischofsweihen von Paternus Nicholas Joannes Cornelius Geise OFM (6. Januar 1962), Justinus Darmojuwono (6. April 1964), Gregorius Manteiro SVD (15. August 1967) sowie Leo Soekoto SJ (15. August 1970) mit.

## Hintergrundliteratur
- Marie-Antoinette Thérèse Willemsen: De lange weg naar Nusa Tenggara: Spanningsvelden in een missiegebied, S. 94, 143, 145, Uitgeverij Verloren, 2015, ISBN 9-0870-4519-0 (Online-Version)